# Cinturó de Venus

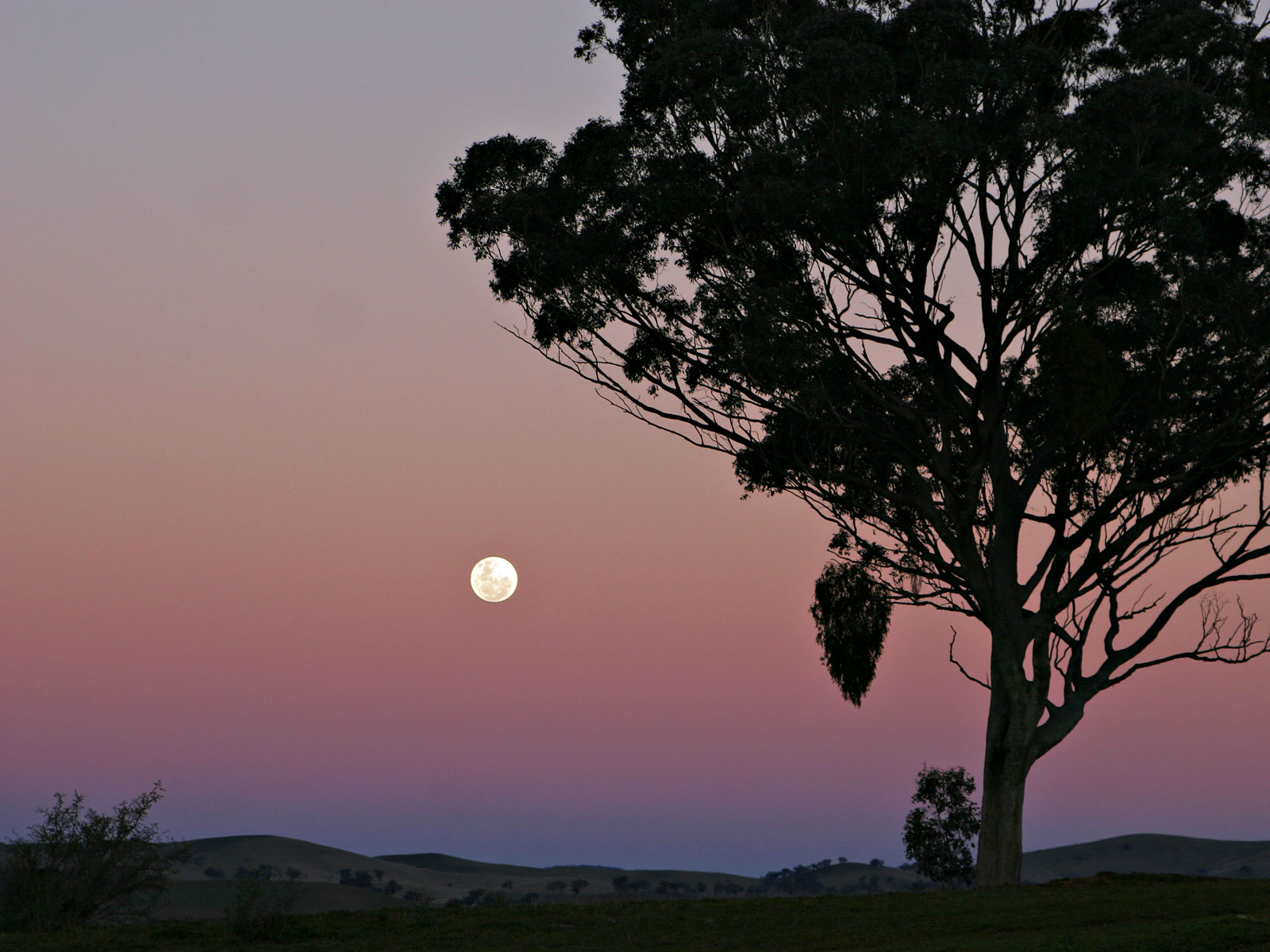
La Lluna eix dins l'Anell de Venus.

El Cinturó de Venus o Anell de Venus, i també falca de mitja llum, és el fenomen que es produeix durant la penombra, just abans de l'albada, o després de l'ocàs, quan part de l'atmosfera apareix d'un color rosat pàl·lid. El Cinturó de Venus es pot veure des de qualsevol lloc sempre que l'horitzó estigui lliure de núvols.